# اورگا
اورگا (به لاتین: Orga) یک منطقهٔ مسکونی در قبرس شمالی است که در Girne District واقع شده‌است.